# Roy Campbell
Roy Campbell, född 2 oktober 1901 i Durban, död 22 april 1957 nära Setúbal i Portugal, var en sydafrikansk, engelskspråkig författare, främst känd som poet och satiriker.
Campbell var främst bosatt i Sydafrika, men även på olika håll i Sydeuropa. Under spanska inbördeskriget och under andra världskriget för brittiska armén i Östafrika.